# عباس زغير
عباس زغير هو ملاكم عراقي، مثّل بلاده في الألعاب الأولمبية الصيفية 1984.

## روابط خارجية
عباس زغير على موقع أوليمبيديا (الإنجليزية)